# Edith Martínez Val
Edith Martínez Val (Madrid, 1998) è un'attrice e modella spagnola, nota per aver interpretato il ruolo di Enoa nella soap Un altro domani (Dos vidas).

## Biografia
Edith Martínez Val è nata nel 1998 a Madrid (Spagna), e oltre alla recitazione si occupa anche di teatro.

## Carriera
Edith Martínez Val ha frequentato la scuola Eduardo Recabarren, un corso estivo intensivo presso la Yael Belicha School e la scuola Cuarta Pared. Ha anche preso parte al gruppo teatrale Bachartes. Nel 2020 ha recitato nelle serie La que se avecina e Caronte. Nello stesso anno ha anche sfilato come modella. Nel 2021 ha recitato nel film Sweet Air diretto da Claudia Barco e Lucas Nicolay. Nel 2021 e nel 2022 è stata scelta per interpretare il ruolo di Enoa nella soap opera in onda su La 1 Un altro domani (Dos vidas) e dove ha recitato insieme ad attori come Amparo Piñero, Sebastián Haro, Silvia Acosta, Iván Mendes e Jon López. Nel 2022 ha ricoperto il ruolo di Animata nel film El salto diretto da Benito Zambrano.

## Filmografia

### Cinema
- Sweet Air, regia di Claudia Barco e Lucas Nicolay (2021)
- El salto, regia di Benito Zambrano (2022)

### Televisione
- La que se avecina – serie TV (2020)
- Caronte – serie TV (2020)
- Un altro domani (Dos vidas) – soap opera, 255 episodi (2021-2022)

## Teatro
- Cruzados, diretto da Michel Azama
- La terrible cordura del idiota
- Las dos coronas, vida San Luis De Los Franceses
- La fugacidad del tiempo, diretto da Susana Hidalgo
- Cien iguales y un opuesto, diretto da Susana Hidalgo
- Chica azul, diretto da Richard Vázquez

## Doppiatrici italiane
Nelle versioni in italiano dei suoi film e delle sue serie TV, Edith Martínez Val è stata doppiata da:
- Chiara Sansone[9] in Un altro domani[10]